# Hugo Martins de Carvalho
Hugo Daniel Alves Martins de Carvalho (Viseu, 26 de julho de 1990) é um engenheiro, deputado e político português. É deputado à Assembleia da República desde a XIV legislatura pelo Partido Social Democrata.
Foi cabeça de lista pelo círculo eleitoral do Porto nas eleições legislativas de 2019. Foi anunciado no dia 7 de dezembro que seria cabeça de lista pelo círculo eleitoral de Viseu, nas eleições legislativas antecipadas de 2022.

Mestre em Engenharia Eletrónica e de Computadores pela Faculdade de Engenharia da Universidade do Porto, concluindo o curso em 2015, trabalha na área da inovação e tecnologia.